# Гамбаров, Мамед Муталлим оглы
Мамед Муталлим оглы Гамбаров (азерб. Məmməd Mütəllim oğlu Qəmbərov; 15 февраля 1926, Карягинский уезд — 1995, Баку) — советский азербайджанский нефтяник, Герой Социалистического Труда (1974), депутат.

## Биография
Родился 15 февраля 1926 года в селе Ханлык Карягинского уезда Азербайджанской ССР (ныне Кубатлинский район).
Начал трудовую деятельность в 1941 году колхозником. С 1944 года работник производственного объединения «Азнефть». Позже буровой мастер Сангачальского морского управления буровых работ объединения «Каспморнефть» Министерства нефтяной промышленности СССР. Бригада Гамбарова не раз достигала высоких результатов социалистического соревнования.
Указом Президиума Верховного Совета СССР от 2 октября 1974 года за выдающиеся успехи в досрочном выполнении заданий девятой пятилетки и социалистических обязательств по бурению нефтяных скважин в Каспийском море, а также умелое руководство бригадой Гамбарову Мамеду Муталлим оглы присвоено звание Героя Социалистического Труда с вручением ордена Ленина и золотой медали «Серп и Молот».
В 1978 году, за высокие технико-экономические показатели при бурении нефтяных скважин в Каспийском мор, Гамбарову Мамеду Муталлим оглы присвоена Государственная премия Азербайджанской ССР.
Новатор в области организации труда и внедрения новой технологии при бурении нефтяных скважин.
Активно участвовал в общественно-политической жизни республики. Депутат Верховного Совета Азербайджанской ССР 9 созыва. В Верховный Совет избран от Карадагского избирательного округа № 17 Азербайджанской ССР; член Комиссии по иностранным делам. Член ЦК КП Азербайджана. Член КПСС с 1965 года. Делегат XXV съезда КПСС.
Ушел из жизни в 1995 году в городе Баку.

## Награды
- Герой Социалистического Труда (02.10.1974)
- два ордена Ленина (23.05.1966, 02.10.1974)
- Медаль "За трудовое отличие" (15.05.1951)
- Лауреат Государственной премии Азербайджанской ССР (1978).